# 一慶の歌謡大放送
一慶の歌謡大放送（いっけいのかようだいほうそう）は、1986年4月7日から1987年10月8日まで（金曜日を含めると10月9日まで）TBSラジオで放送されていた平日昼のラジオワイド番組。
本項では、1986年10月〜1987年4月の間に金曜日で放送されていた「松下賢次の歌謡大放送」（まつしたけんじのかようだいほうそう）、1987年4月〜1987年10月の間に同じく金曜日で放送されていた「生島ヒロシの歌謡大放送」（いくしまヒロシのかようだいほうそう）についても合わせて説明。

## 放送時間
- 月曜日〜金曜日　13:00〜15:55 （1986年4月7日〜1987年4月3日）
- 月曜日〜金曜日　13:00〜15:50 （1987年4月6日〜1987年10月9日）
  - 15:50〜15:55枠で『小学生チャレンジ放送局』がスタートしたため5分短縮。

## 概要
平日の7時間半（8:30 - 15:55）の大型ワイドだった『スーパーワイドぴいぷる』に代わり、1985年4月まで放送されていた『大沢悠里のがんばってますかー!昼はまるごと歌謡曲』以来となる13:00 - 16:00枠が復活し、その時間帯での昼ワイドとしてスタート。直前の『スーパーワイドぴいぷる』の月曜パーソナリティだった小島一慶・建入ひとみのコンビがそのまま本番組に続投した。
スタート当初の1986年4月当時のTBSラジオ番組表には『純情ワイド』（じゅんじょうワイド）というタイトルが本番組のタイトルの頭に付いていた。このタイトルは小島のキャラクターのイメージを考えて付けたものとされ、「共に喜び共に楽しむ、共感するラジオ」を目指すと紹介された。
番組ノベルティとして、小島自身がデザインしたテレホンカードが電話出演したリスナーにプレゼントされていた。
スタートしてから半年後の1986年10月からは月曜日から木曜日までの放送となり、1986年10月10日からは金曜日で『松下賢次の歌謡大放送』がスタート。1987年4月10日からの金曜日は松下に代わり、『生島ヒロシの歌謡大放送』がスタート。1987年10月の本番組の終了後は、その生島が後を継ぎ『生島ヒロシ いきいき大放送』がスタートした。

## パーソナリティ
- 小島一慶 （最初月〜金、1986年10月からは月〜木）
- 建入ひとみ （最初月〜金、1986年10月からは月〜木）

「松下賢次の歌謡大放送」 （金曜日、1986年10月〜1987年4月）
- 松下賢次
- 大島智子

「生島ヒロシの歌謡大放送」 （金曜日、1987年4月〜1987年10月）
- 生島ヒロシ
- きゃんひとみ

## タイムテーブル
（出典：）

◆ - 1986年10月以降は月曜〜木曜になったコーナー
- 13:00　◆こんにちは！一慶です
- 13:10　◆お便りだけで白昼堂々
- 13:20　交通情報
- 13:25　おぼん・こぼんの街ごとジャンプ 跳んでるクイズ
  - おぼん・こぼんの二人が商店街やスーパーマーケットへ飛び出して中継、リスナーが参加してクイズと縄跳びに挑戦、クイズで正解した数と縄跳びで跳んだ回数に、100円を掛けた数が賞金となった[7]。なお、このコーナーは後番組『生島ヒロシ いきいき大放送』の終了時まで継続された。
- 13:35　◆人間探検・出番はこの人
- 13:55　交通情報
- 14:00　TBSニュース
- 14:05　◆テレフォン大作戦〜ここだけの話ですが〜 （1986年4月〜1986年9月）→ テレフォン歌謡バラエティ (1987年4月〜1987年10月）
- 14:25　男と女と男の話（名古屋章、岸田今日子）
- 14:28　交通情報
- 14:35　話のスナック（秋野暢子）
- 14:50　観光案内
- 14:55　首都圏交通情報
- 15:00　TBSニュース・天気予報
- 15:05　ミュージックキャラバン
- 15:25　交通情報
- 15:28　ダイヤル119番
- 15:30　日産歌めぐり日本列島
- 15:40
  - 読売プロ野球情報　（1986年4月〜1986年9月）／読売スポーツ情報 （1987年4月〜1987年10月）
  - 毎日タウン情報
  - エンディング

### 松下賢次の歌謡大放送
- 13:00　こんにちは！松下賢次です
- 13:10　金曜日のザ・ベストテン
- （13:20〜13:35の間は月〜木と同じ）
- 13:35　金曜日の大好奇心
- （13:55〜14:05の間は月〜木と同じ）
- 14:05　金曜電リク
- （14:25以降エンディングまで月〜木と同じ）

### 生島ヒロシの歌謡大放送
- 13:00　こんにちは！生島ヒロシです
- 13:10　今週の町内栄誉賞
- （13:20〜13:35の間は月〜木と同じ）
- 13:35　歌謡曲でこんにちは
- （13:55〜14:05の間は月〜木と同じ）
- 14:05　おしゃべり俱楽部
- （14:25以降エンディングまで月〜木と同じ）